# Sue Lyon
Sue Lyon, nascida como Suellyn Lyon (Davenport, Iowa, 10 de julho de 1946 - Los Angeles, Califórnia, 26 de dezembro de 2019), foi uma atriz norte-americana

## Biografia
Sue nasceu em Davenport, Iowa. Era a mais nova de cinco filhos, sua mãe tinha quarenta e dois anos quando seu marido morreu e Sue tinha 10 meses de vida, sua mãe foi trabalhar em um hospital para conseguir cuidar de seus filhos e o dinheiro era apertado.
Depois de um tempo, a família Lyon mudou-se para Los Angeles na expectativa que Sue pudesse ajudá-los financeiramente como modelo, ela fez trabalhos de modelagem e comerciais. E também fez pequenos trabalhos na televisão. O diretor Stanley Kubrick viu Sue em um desses programas e sugeriu ao seu parceiro que deveria vê-la para o papel de Lolita. Sue ingressou na agência Glenn Shaw, e Pat Holms, uma agente trouxe ela para uma audição de Stanley Kubrick e ela ganhou seu papel em Lolita.

## Lolita
Sue teve seu impulso na fama graças ao seu papel em Lolita, interpretando Dolores Lolita Haze, uma sedutora adolescente e objeto de desejo de Humbert Humbert, o famoso filme de Stanley Kubrick de 1962 que foi adaptado do romance de Vladimir Nabokov publicado em 1955.
Kubrick estava buscando uma jovem atriz para o papel de Lolita. Um dos fatores que levaram ela a ganhar o papel foi por seu corpo com curvas o que levava a sugerir que era uma adolescente mais velha. Quando ele a descobriu ela tinha quinze anos e ele estava precisando de uma atriz que no começo do filme teria doze e no final dezessete anos. Assim sua personagem virou uma sensação de Hollywood, que fez Sue ganhar o Globo de Ouro de melhor atriz revelação.

## Outras interpretações
O papel de Lolita deu destaque a atriz, que passou a ser vista como uma jovem atraente. Tanto que em 1964 com 18 anos, o diretor norte-americano John Huston lhe concedeu o papel de uma jovem sedutora no filme The Night of the Iguana.
No final da década de 60, fez filmes como 7 Mulheres (1966) de John Ford, Tony Rome de Gordon Douglas, O Magnífico Farsante de Irvin Kershner, entre outros.
Sua carreira declinou na década de 70, com papéis secundários ou filmes com pouco alcance. Terminou a carreira em 1986.

## Vida pessoal
Em 1964 se casou com o ator Hampton Fancher, mas o relacionamento não durou muito tempo e em menos de um ano se divorciaram. Em 1970 se casou com Roland Harrison, fotógrafo, e viveu apenas um ano com ele. Em 1973 se casou pela terceira vez com um presidiário da prisão do Colorado, Cotton Adamson, condenado por assassinato, que o conheceu quando foi visitar um amigo na prisão, se casaram na própria prisão. Em 1985 encontrou estabilidade emocional com o engenheiro de telecomunicações Richard Rudman, com quem vivenciou seu recente divórcio, em 2002.

## Morte
Lyon morreu em Los Angeles nos Estados Unidos em 26 de dezembro de 2019. A causa de sua morte não foi revelada.

## Filmografia
Filmes
| Ano  | Trabalho                               | Personagem          | Notas                                            |
| ---- | -------------------------------------- | ------------------- | ------------------------------------------------ |
| 1962 | Lolita                                 | Dolores Lolita Haze | Ganhou o Globo de Ouro de melhor atriz revelação |
| 1964 | The Night of the Iguana                | Charlotte Goodall   |                                                  |
| 1966 | 7 Mulheres                             | Emma Clark          |                                                  |
| 1967 | O Magnífico Farsante                   | Bonnie Lee Packard  |                                                  |
| 1967 | Tony Rome                              | Diana Pines         |                                                  |
| 1969 | Arsenic and Old Lace                   | Elaine Harper       | Filme de televisão                               |
| 1970 | But I Don't Want to Get Married!       | Laura               | Filme de televisão                               |
| 1971 | Four Rode Out                          | Myra Polsen         |                                                  |
| 1971 | Evel Knievel - O rei das proezas       | Linda               |                                                  |
| 1973 | Murder in a Blue World                 | Ana Vernia          |                                                  |
| 1973 | Tarot                                  | Angela              |                                                  |
| 1976 | The Astral Factor                      | Darlene DeLong      |                                                  |
| 1976 | Smash-Up on Interstate 5               | Burnsey             | Filme de televisão                               |
| 1977 | Crash!                                 | Kim Denne           |                                                  |
| 1977 | End of the World                       | Sylvia Boran        |                                                  |
| 1977 | Don't Push, I'll Charge When I'm Ready | Wendy Sutherland    | Filme de televisão                               |
| 1978 | Towing                                 | Lynn                |                                                  |
| 1980 | Alligator - O Jacaré Gigante           | Noticiaria do ABC   |                                                  |

Televisão
| Ano  | Trabalho             | Personagem      | Notas |
| ---- | -------------------- | --------------- | --- |
| 1959 | Letter to Loretta    | Laurie          | Fez o episódio Alien Love |
| 1969 | Love, American Style | Barbara Eric    | Fez o episódio "Love and the Extra Job/Love and the Flying Finletters/Love and the Golden Worm/Love and the Itchy Condition/Love and the Patrolperson |
| 1970 | The Virginian        | Belinda Ballard | 1 episódio ("Experiment at New Life") |
| 1971 | Men at Law           |                 | 1 episódio ("Marathon") |
| 1971 | Night Gallery        | Betsy           | 1 episódio ("The Boy Who Predicted Earthquakes/Miss Lovecraft Sent Me/The Hand of Borgus Weems/Phantom of What Opera?")                               |
| 1974 | Love, American Style | Julie           | Fez o episódio "Love and the Medium/Love and the Bed/Love and the High School Flop-Out"                                                               |
| 1978 | Police Story         | Caroline        | 1 episódio ("River of Promises") |
| 1978 | Fantasy Island       | Jill Nolan      | 1 episódio ("Reunion/Anniversary") |